# 債務上限
债务上限是指一个国家限制自己可以借贷的总金额或债务的最大承載量。有些國家會通過立法手段設置債務上限。通常情况下，債務上限的數字是国内生产总值的某個百分比。
一些国家制定了债务限制法，例如美国的债务上限。波兰是唯一一个通過憲法对公共债务限制的国家，波蘭憲法規定債務上限為該國国内生产总值的60%。